# 福岡常葉高等学校
福岡常葉高等学校（ふくおかじょうようこうとうがっこう）は、福岡県筑紫野市大字筑紫にある、学校法人橘学園が運営する男女共学の私立高等学校である。

## 沿革
- 1964年 - 学校法人橘学園設立。橘学園女子商業高等学校を創立。
- 1968年 - 福岡南女子高等学校と改称。
- 1972年 - 福岡県筑紫野市大字筑紫901番地に移転。
- 1989年 - インテリアデザイン科を設置。
- 1991年 - 普通科・情報処理科を設置。
- 2001年 - 学科改編、新普通科設置、2学期制導入。
- 2004年 - 普通科にエステティックコースを設置。
- 2006年 - 男女共学化に伴い、福岡常葉高等学校と改称。

## 設置学科
- 普通科
  - 特進コース
  - 普通コース(2019年に進学コースへと名称変更され、さらに成績によって普通コース、準特進コースと区分されるようになった。)
  - エステティックコース
- 情報処理科